# Volksfront
Volksfront était une organisation de skinheads séparatistes blancs fondée le 20 octobre 1994 à Portland en Oregon.
Selon le site internet aujourd'hui disparu de Volksfront, le groupe s'est décrit comme une "organisation fraternelle internationale des personnes d'ascendance européenne". Le logo de Volksfront était la rune Algiz, symbole païen commun aux organisations telles que l’National alliance. Aux États-Unis, Volksfront comptait environ 50 membres répartis en quatre chapitres désignés Pac-West, États centraux, Nord-Est et Golfe-Atlantique, et 50 autres membres dispersés dans d’autres pays, notamment l’Allemagne, les Pays-Bas, le Royaume-Uni, le Canada, l'Australie et l'Espagne. Le but du mouvement était de créer une patrie entièrement blanche dans le nord-ouest du Pacifique. Le drapeau de Volksfront était basé sur le drapeau nazi aux couleurs noir, blanc et rouge avec le logo Volksfront et le slogan était "Race Over All", ce qui impliquait que la race comptait pour tout le reste. En août 2012, la branche américaine de Volksfront a annoncé sa dissolution via son site Web. Citant le harcèlement et les enquêtes menées par les autorités, le groupe a annoncé sa dissolution.